# Steatoda aethiopica
Steatoda aethiopica là một loài nhện trong họ Theridiidae.
Loài này thuộc chi Steatoda. Steatoda aethiopica được Eugène Simon miêu tả năm 1909.